# Contea di Fulton (Ohio)
La contea di Fulton (in inglese Fulton County) è una contea dello Stato dell'Ohio, negli Stati Uniti. La popolazione al censimento del 2000 era di 42 084 abitanti. Il capoluogo di contea è Wauseon.